# Great Olympics
Dernière mise à jour : 11 décembre 2024.
Le Great Olympics est un club ghanéen de football basé à Accra.

## Palmarès
- Championnat du Ghana (2)
  - Champion : 1970, 1974

- Coupe du Ghana (3)
  - Vainqueur : 1975, 1983, 1995
  - Finaliste : 1999